# Władysław Wysocki (kapitan)
Władysław Wysocki (ur. 24 kwietnia 1908 w Bielsku Podlaskim, zm. 12 października 1943 pod Lenino) – kapitan piechoty Wojska Polskiego.

## Życiorys
Po ukończeniu gimnazjum w Bielsku wstąpił do Szkoły Podchorążych. W dniu 15 sierpnia 1931 roku Prezydent RP Ignacy Mościcki mianował go podporucznikiem ze starszeństwem z dniem 15 sierpnia 1931 roku i 119. lokatą w korpusie oficerów piechoty, a Minister Spraw Wojskowych marszałek Polski Józef Piłsudski wcielił do 42 pułku piechoty w Białymstoku i wyznaczył z dniem 1 września 1931 roku na stanowisko dowódcy plutonu.
W dniu 22 lutego 1934 roku awansował na porucznika ze starszeństwem z dniem 1 stycznia 1934 roku i 180. lokatą w korpusie oficerów piechoty. Dwa lata później został przeniesiony do 77 pułku piechoty w Lidzie. W 1938 roku został dowódcą kompanii karabinów maszynowych.
W czasie kampanii wrześniowej walczył w szeregach swojego pułku między innymi pod Piotrkowem Trybunalskim. Po zakończeniu walk wrócił do Bielska. W grudniu 1939 roku został aresztowany przez władze radzieckie i umieszczony w obozie internowanych.
W 1943 roku wstąpił do 1 Dywizji Piechoty im. Tadeusza Kościuszki. Awansowany na kapitana został dowódcą baterii moździerzy w 1 pułku piechoty.
W czasie bitwy pod Lenino, po śmierci dowódcy III batalionu, objął jego dowództwo. Walcząc w obronie szkoły w Trygubowej został śmiertelnie ranny. Zmarł 12 października 1943 roku. 

## Ordery i odznaczenia
- Krzyż Srebrny Orderu Wojennego Virtuti Militari (pośmiertnie)
- Srebrny Krzyż Zasługi (19 marca 1937)[5]
- Order Lenina (ZSRR)
- Bohater Związku Radzieckiego (ZSRR)

## Upamiętnienie
W dniu 4 października 1973 roku minister obrony narodowej generał broni Wojciech Jaruzelski nadał 1 Praskiemu pułkowi zmechanizowanemu w Wesołej imię kapitana Władysława Wysockiego.
Kapitan Władysław Wysocki jest patronem Szkoły Podstawowej Nr 2 w rodzinnym Bielsku Podlaskim. Ulica, przy której mieści się szkoła także nosi jego nazwisko.